# Cunonia schinziana
Cunonia schinziana är en tvåhjärtbladig växtart som beskrevs av Albert Ulrich Däniker. Cunonia schinziana ingår i släktet Cunonia och familjen Cunoniaceae. Inga underarter finns listade i Catalogue of Life.